# 船を降りたら彼女の島
『船を降りたら彼女の島』（ふねをおりたらかのじょのしま）は、2003年2月15日に公開された日本映画。

## 概要
瀬戸内海の島々を舞台に、結婚を目前に控え帰郷した女性の切なさを描いた作品。
- 愛媛県と県内主要企業などによる「えひめ映画製作委員会」が製作費を出資した。

出資者 - 愛媛県、エヌ・ティ・ティ・ドコモ四国、ダイキ、セキ（エスピーシー）、四国電力、フジグループ（フジ、フジ・トラベル・サービス、セトスイ・フードサービス）、伊予銀行、愛媛銀行、アルタミラピクチャーズ。
- 愛媛県内の各地でロケが行われた。
- 押尾コータローのギターによるBGMが、映画の全編にわたって流れる。オリジナルサウンドトラックCDは発売されていないが、使用された曲の一部は、押尾のオリジナルアルバム『STARTING POINT』に収録されている。
- 全国公開に先立ち、愛媛県内で先行公開された。

## 出演
- 河野久里子 - 木村佳乃
- 河野周三（久里子の父） - 大杉漣
- 河野泰子（久里子の母） - 大谷直子
- 広瀬健太（久里子の幼なじみ） - 照英
- 12歳の久里子 - 森田彩華
- 水上隆司（初恋の人） - 中山卓也
- 高原充生（久里子の婚約者） - 村上淳
- 河野美津子（周三の妹） - 烏丸せつこ
- 河野和男（周三の兄） - 桑原和男
- 河野利子（和男の妻） - 林美智子
- 河野民子（久里子の祖母） - 桜むつ子
- 河野創平（久里子の兄） - 佐々木蔵之介
- 美香（久里子の友人の劇団員） - 小山田サユリ
- 役場の職員 - 村上ショージ
- 宮司 - 六平直政
- 地元劇団演出家・下田 - 綾田俊樹
- 山下先生 - ベンガル
- 佐藤（劇団員） - 斎藤歩
- 浜の老人 - 小池幸次
- 料亭の店員 - 富岡忠文
- 料亭の店員 - 神戸浩
- 6歳の久里子 - 利根川鈴華
- 12歳の健太 - 岡田剛義
- 鶴姫（幻想シーン内） - サエコ（現：紗栄子）
- 安成 - 古川洋太郎
- 水上ちづる（隆司の妹） - 石神国子（現：石原さとみ）
- 俊介（和男が里親のシーサイド留学生） - 小糸秀

## スタッフ
- 脚本・監督： 磯村一路
- 製作： 加戸守行
- プロデューサー： 桝井省志、小形雄二、佐々木芳野
- エグゼクティブプロデューサー： 玉置泰
- 音楽： 押尾コータロー
- 撮影：柴主高秀
- 編集：菊池純一
- 美術：新田隆之
- 製作：えひめ映画製作委員会
- 配給協力：東宝、東京テアトル
- 制作プロダクション・配給：アルタミラピクチャーズ

## 受賞
- アメリカ IFFF 長編・ドラマ部門賞受賞